# Ophiocordyceps sinensis
Espèce
Statut de conservation UICN

 VU A2bcd+3bcd+4bcd : Vulnérable
Ophiocordyceps sinensis  (anciennement Cordyceps sinensis), le champignon chenille ou le yarsagumbu est une espèce de champignons ascomycètes de la famille des cordycipitacées. Présent sur les hauts plateaux de l'Himalaya, ce champignon entomopathogène parasite les chenilles du genre Thitarodes. Une fois développé, il est cueilli avec le corps momifié de la chenille et vendu comme champignon médicinal.

## Nomenclature et étymologie
L'espèce est connue des scientifiques européens depuis le début du XVIIIe siècle par l'intermédiaire du missionnaire français Dominique Parrenin qui en ramène de nombreux spécimens de Chine comme curiosité sous le nom Hia Tsao Tom Tchom (« plante l'été, ver l'hiver »),. La première description selon la méthode établie par Carl von Linné est due à Miles Joseph Berkeley en 1843 qui la nomme Sphaeria sinensis en la classant dans le genre Sphaeria,. Elle est ensuite déplacée en 1865 dans le genre Torrubia par les frères Charles Tulasne & Edmond Tulasne, puis en 1878 dans le genre Cordyceps par Pier Andrea Saccardo, puis en 1989 dans le genre Hirsutella par Liu  et al., et enfin transférée en 2007 dans le genre Ophiocordyceps par Gi-Ho Sung et al. sous le nom Ophiocordyceps sinensis

### Synonymie
Ophiocordyceps sinensis a pour synonymes :
- Cordyceps sinensis (Berk.) Sacc., (1878)
- Hirsutella hepiali C.T. Chen & N.Y. Shen, in Zhang & He (1995)
- Hirsutella sinensis X.J.Liu, Y.L.Guo, Y.X.Yu & W.Zeng (1989)
- Sphaeria sinensis Berk., (1843)[2]
- Torrubia sinensis (Berk.) Tul. & C.Tul. (1865)

### Étymologie
L'étymologie d'Ophiocordyceps se décompose en ophio.cordy.ceps, du grec ancien ὄφις, εως (ὁ) ophis « serpent » (Bailly.app), du grec ancien κορδύλη, ης (ἡ) [ῡ] kordyli « bosse, massue, tumeur » et du latin căpŭt, ĭtis, « tête, extrémité » soit littéralement « serpent à tête en massue ».
L'épithète spécifique sinensis  est le composé du latin sin[o], « Chine », et du suffixe latin -ensis, « qui vit dans, qui habite », signifiant donc « originaire de Chine ». Ce qualificatif a été donné par le mycologue britannique Miles Berkeley en 1843 parce que ce champignon vit sur le plateau tibétain dans le sud-ouest de la Chine.

### Noms vernaculaires
Le nom tibétain est དབྱར་རྩྭ་དགུན་འབུ་, dbyar rtswa dgun 'bu, littéralement : « herbe l'été, ver l'hiver », translittéré en yarsagumbu, yarchagumba ou yartsa gunbou. Le nom chinois est 冬虫夏草, dōngchóng xiàcǎo, il s’analyse morphologiquement comme « hiver – bestiole, été – plante ». Le nom hindi est कीड़ाजड़ी et le nom népali est यार्सा गुम्बा.

## Distribution
O. sinensis se rencontre dans les prairies herbacées et arbustives tempérées entre 3 000 et 5 000 m d'altitude au Bhoutan, au sud-ouest de la Chine (région autonome du Tibet, Qinghai, dans l'ouest du Sichuan, le sud-ouest du Gansu et le nord-ouest du Yunnan), au nord de l'Inde (Himachal Pradesh, Sikkim, Uttarakhand) et au Népal.
L'espèce présente une diversité génétique substantielle, en particulier dans la partie méridionale de son aire de répartition, ce qui pourrait suggérer l'existence d'un complexe d'espèces cryptiques,.

## Biologie

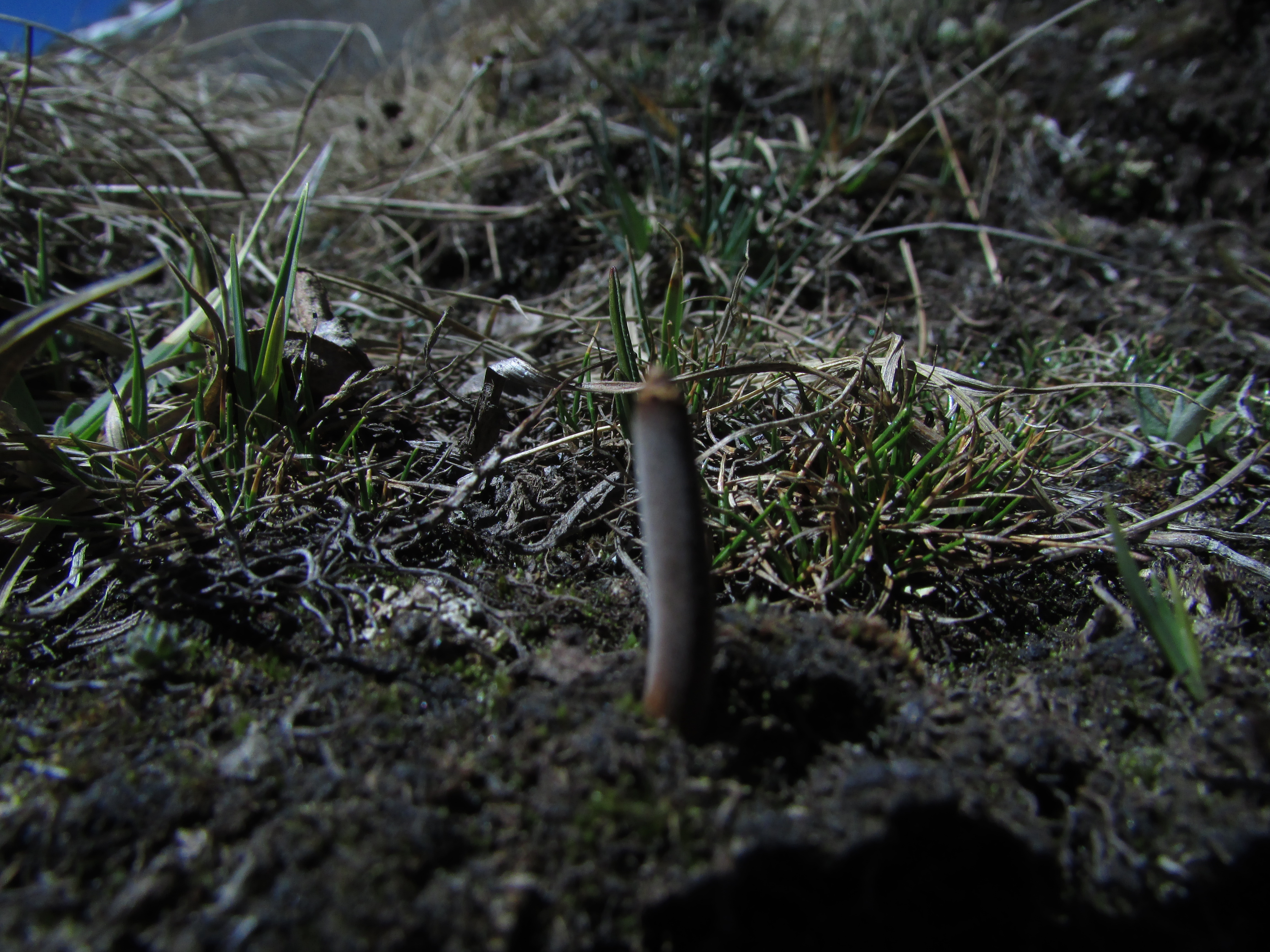
Partie fertile d'O. sinensis, seule partie visible à la surface du sol.

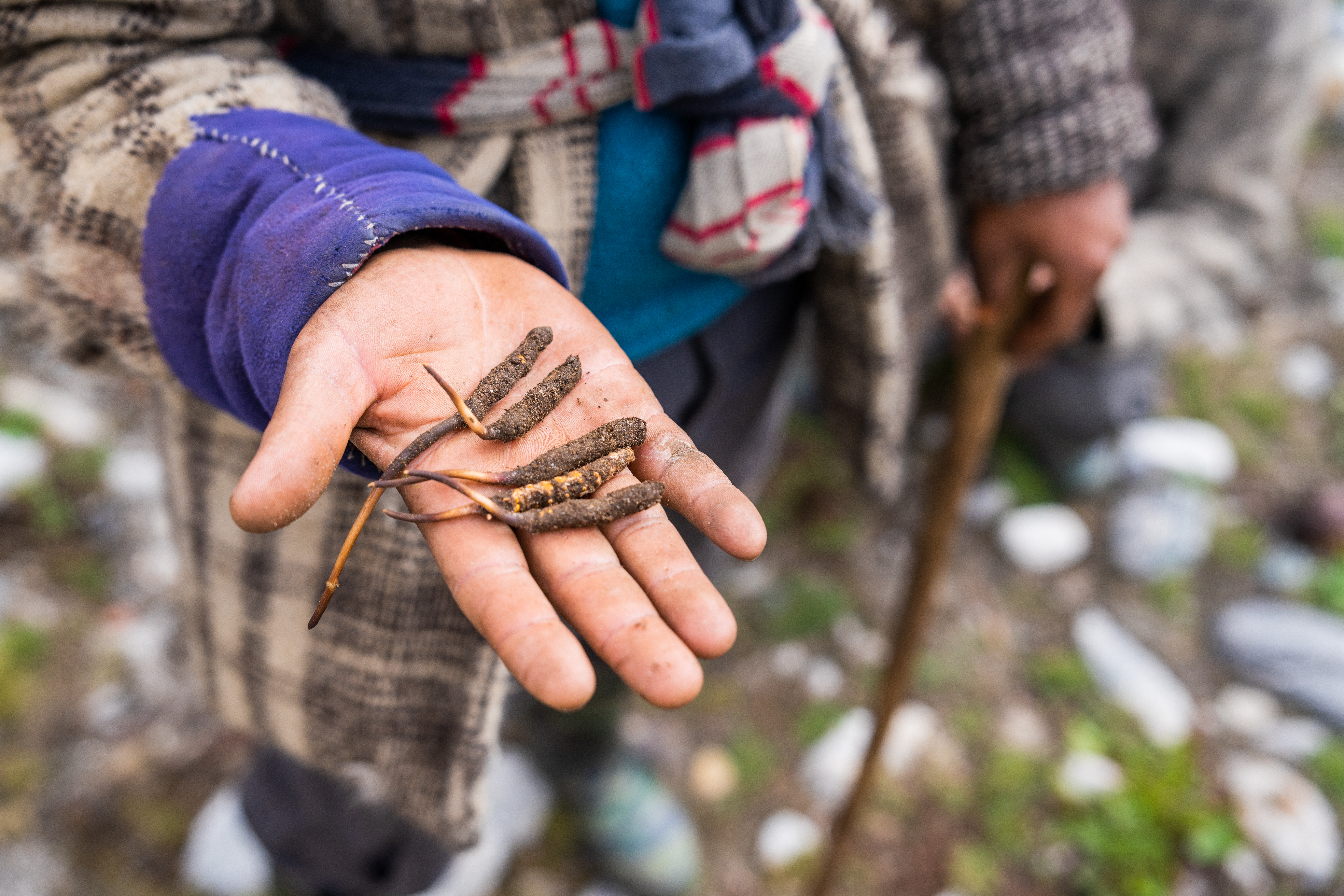
O. sinensis une fois cueilli (Darchula au Nepal).

O. sinensis est un parasite des chenilles de lépidoptères du genre Thitarodes (T. armoricanus, T. oblifurcus, T. varians et  T. jianchuanensis) ,.
Les chenilles Thitarodes passent l'hiver sous terre où elles se nourrissent de racines de graminées et d'autres plantes herbacées (préférentiellement aux racines d'arbres et d'arbustes comme le Rhododendron) qui vivent sur les hauts plateaux de l'Himalaya. Elles s'y développent en plusieurs années (jusqu'à 5 ans) avant de se nymphoser en chrysalide. Une fois émergés, les adultes ont une durée de vie d'environ une semaine,.
Durant l'hiver, si une chenille a été préalablement contaminée par O. sinensis, le mycélium se développe en endoparasite dans son corps, l'envahissant totalement et finissant par la tuer. Il la momifie en la transformant en un sclérote tout en laissant l'exosquelette intact. Au printemps ou au début de l'été de l'année suivante, le champignon produit à partir de la masse mycélienne un stroma jaune-orangé qui traverse le corps de la chenille du côté de la tête et sort de terre. Le stroma est la partie fertile qui libère des spores qui sont susceptibles d'être absorbées par de nouvelles chenilles au cours de leur alimentation, permettant la poursuite de ce cycle parasitaire. La contamination pourrait avoir lieu à la naissance de la chenille avant qu'elle ne rentre sous-terre tandis que le développement du champignon démarrerait uniquement lors de la nymphose quelques années plus tard. L'ensemble - corps de la chenille momifiée et stroma - fait moins de dix centimètres,.

## Économie
Lors de son voyage en Chine, l'explorateur Antwerp Edgar Pratt (en) note en 1892 que les cueilleurs chinois de médecine récoltent au Tibet O. sinensis qu'ils nomment Tchöng-tsaö en compagnie des petits bulbes de Fritillaria cirrhosa.
À la fin du XXe siècle et au début du XXIe siècle, la cueillette printanière de yartsa gunbou s'est développée pour devenir la source la plus importante de revenus en espèces dans les régions rurales contribuant au Tibet pour 40 % au revenu annuel des ménages locaux et de 8,5 % du PIB en 2004. La collecte d'O. sinensis au Népal a seulement été légalisée en 2001.
La production annuelle sur le plateau tibétain est estimée de cent à deux cents tonnes. Cependant, la récolte annuelle moyenne de cette espèce a diminué dans de nombreuses zones, voire dans toutes les zones de son aire de répartition. Par exemple, au Népal, le volume commercialisé a augmenté de façon constante à partir 2001, atteignant un pic de 2 442 kg en 2009 et diminuant ensuite jusqu'à 1 170 kg en 2011. De même, la récolte annuelle moyenne par personne est passée de entre 212 et 260 pièces par personne en 2006 à entre 96 et 125 en 2010.
Les prix n'ont cessé d'augmenter depuis la fin des années 1990. En 2008, un kilogramme se négocie entre 2 500 euros (moins bonne qualité) et 16 000 euros (meilleure qualité, les plus grosses larves). En 2015, il se vend 20 000 euros. La demande est la plus élevée dans les pays comme la Chine, la Thaïlande, la Corée et le Japon.
L'effet d'aubaine que prend le revenu tiré de sa récolte pousse des villages entiers, à l'exception des personnes âgées et des petits enfants, à migrer au printemps dans les montagnes pendant trois mois pour récolter le champignon,, au point de devoir fermer les écoles au Népal — 8 000 élèves ont quittés leur école dans le district de Jajarkot en 2024. Pendant la saison, les salons de thé et les restaurants locaux organisent le transport de la nourriture vers les zones de collecte. Par exemple, dans l'Uttarakhand au nord de l'Inde, cela génère environ 48 000 jours d'emploi par an pour l'économie locale.
Sa valeur commerciale lui a également donné un rôle dans la guerre civile népalaise de 1996 à 2006 : les maoïstes népalais et les forces gouvernementales se sont battus pour le contrôle de ce commerce d'exportation lucratif[réf. nécessaire].

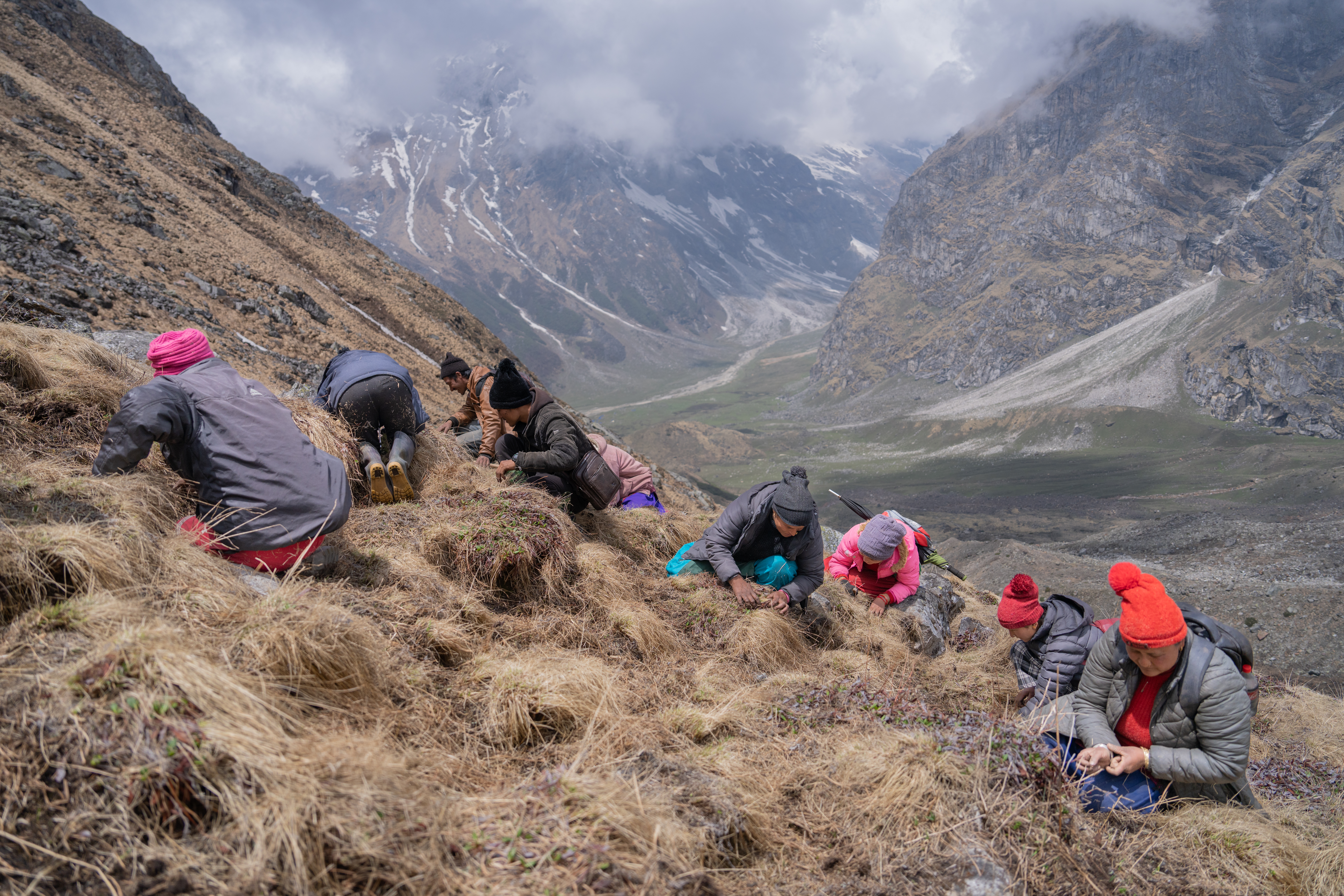
Cueillette d'O. sinensis dans le Darchula au Nepal.
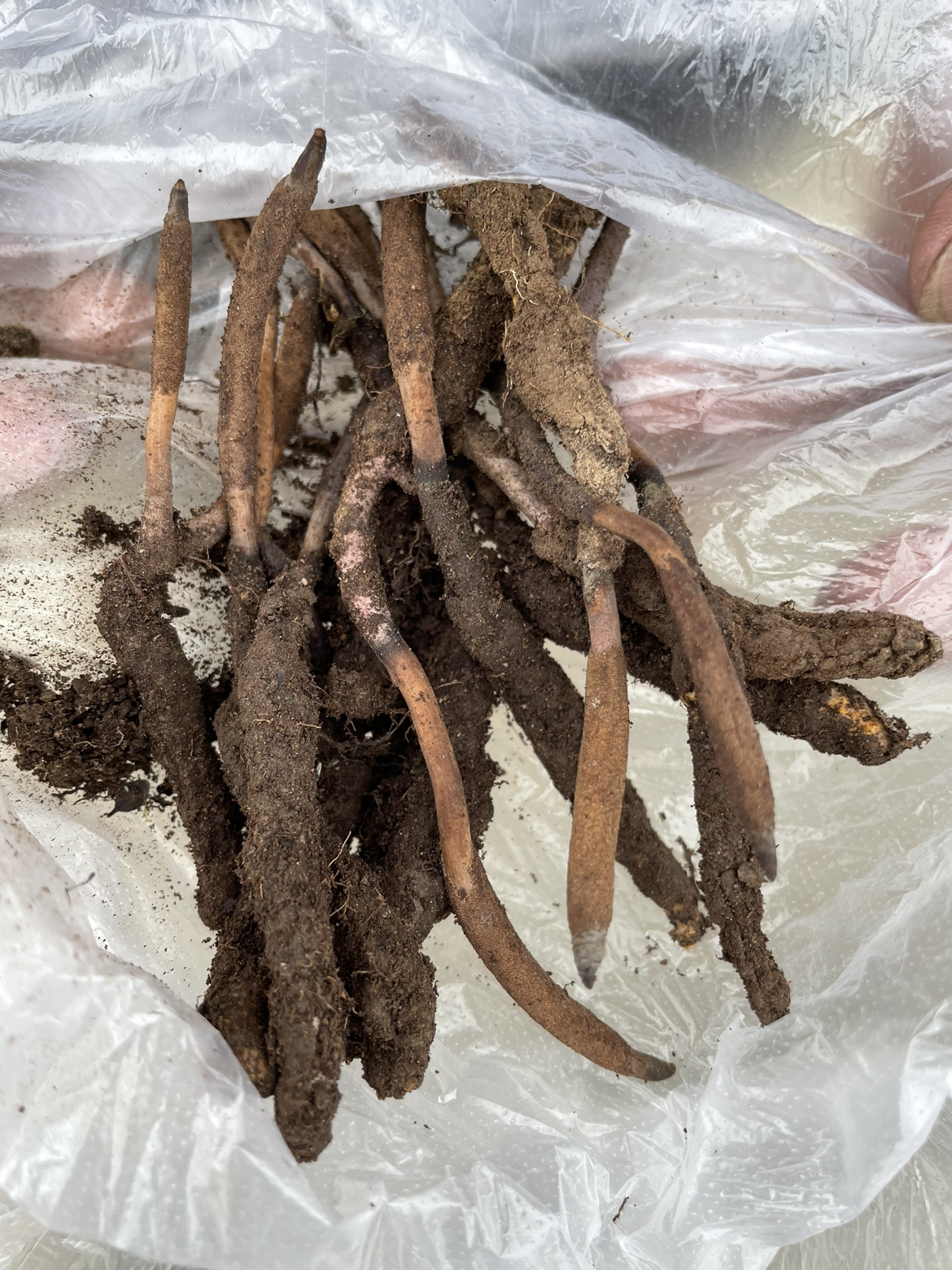
O. sinensis fraîchement cueillis.
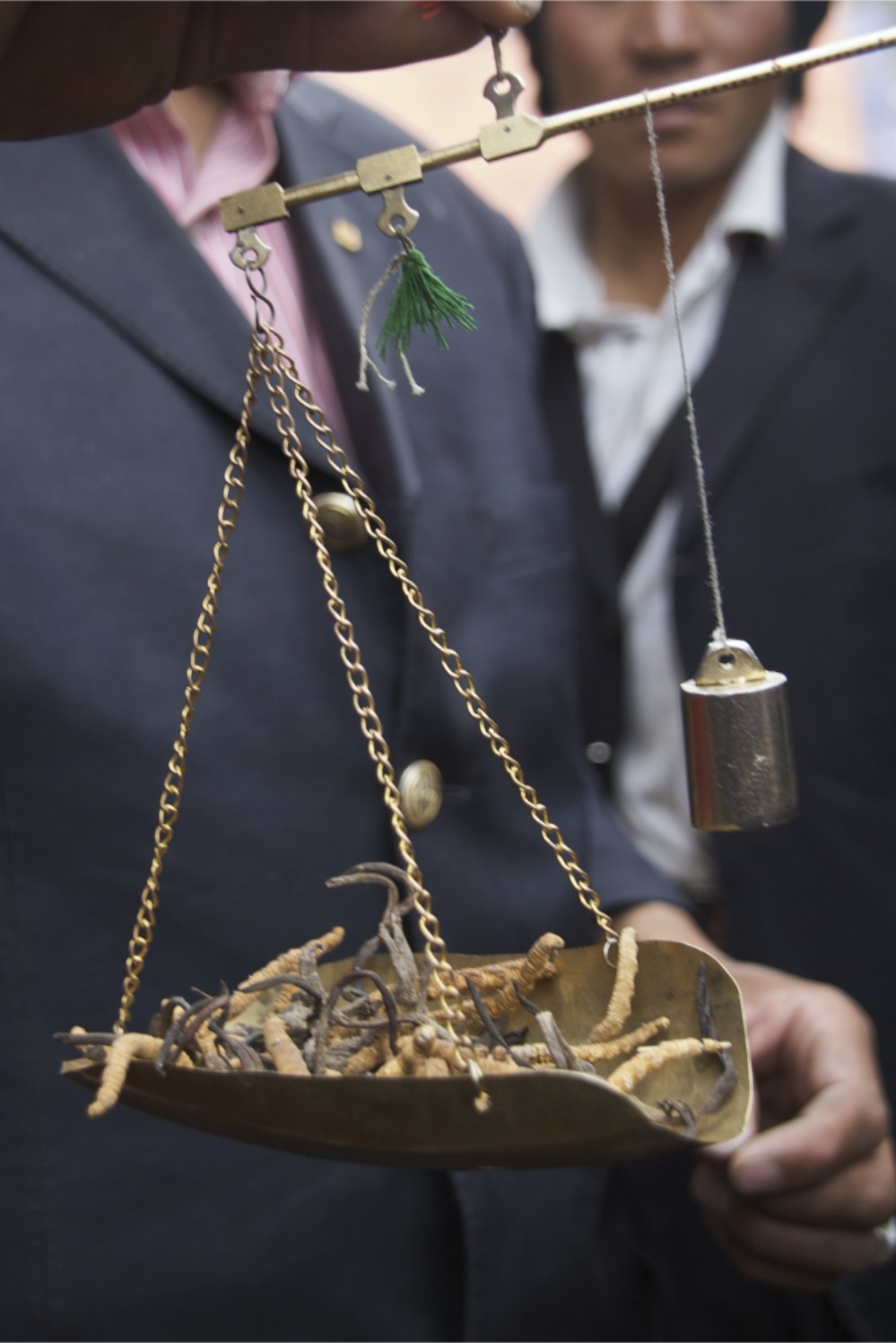
Pesée à Gyegu-Yushu, Sud de Qinghai, Chine.
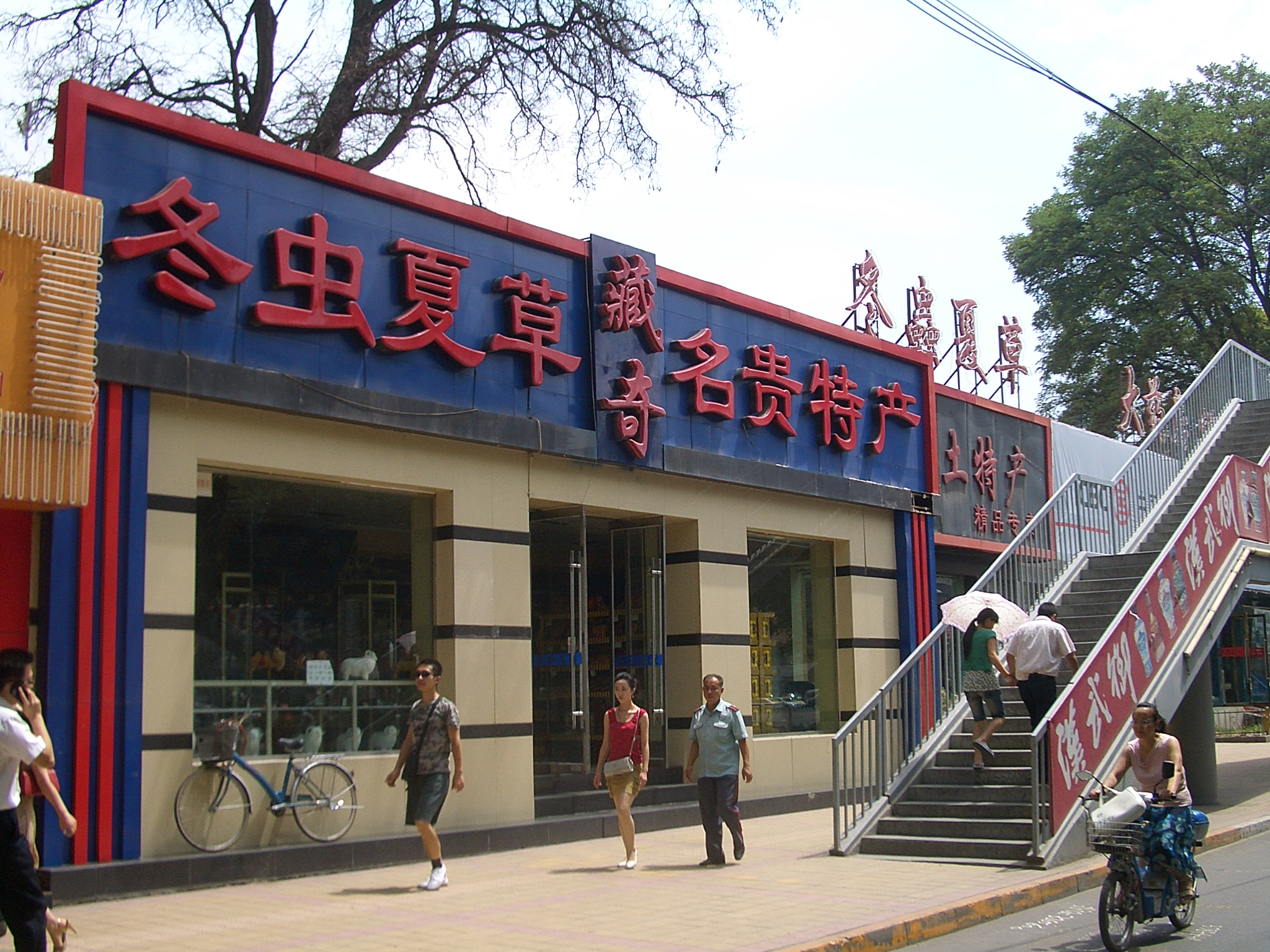
Magasin de Lanzhou dont le fronton fait de la publicité pour O. sinensis (Dong chong xia cao).
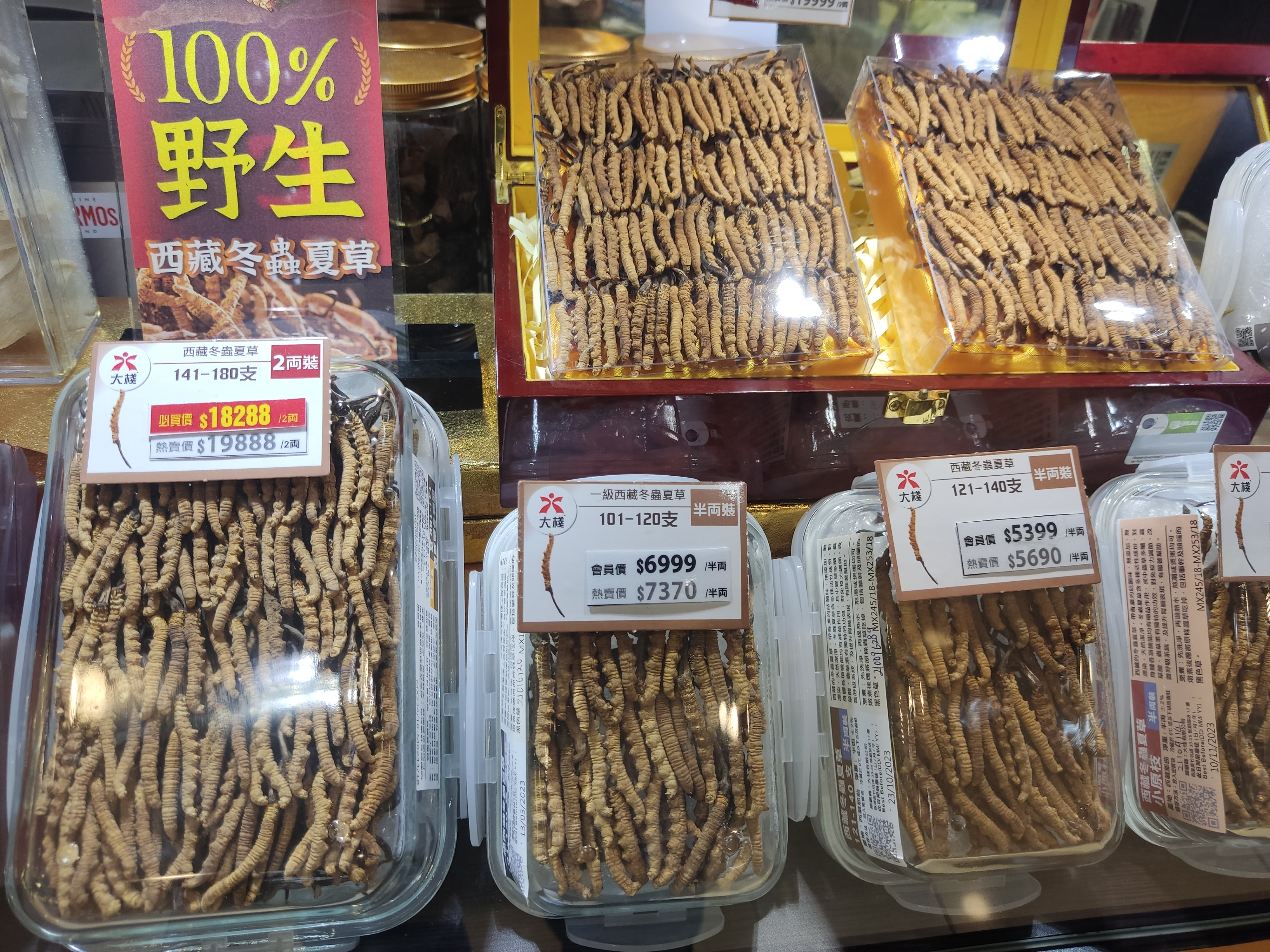
Vente d'O. sinensis dans le district de Wong Tai Sin à Hong-Kong.
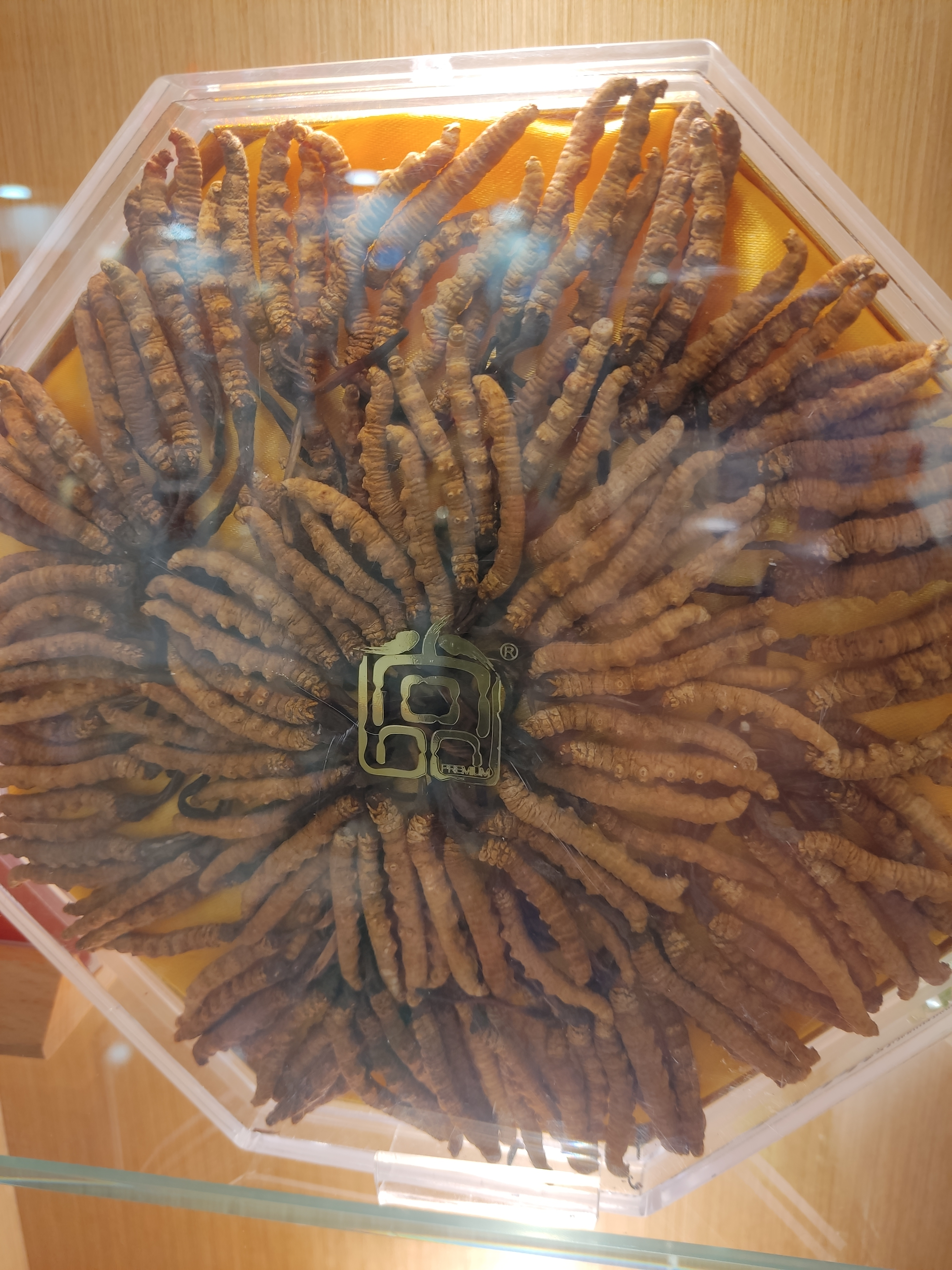
Idem.

## État des populations et conservation
Ophiocordyceps sinensis est évalué pour la liste rouge de l'IUCN de 2019 et classé comme « vulnérable ». D'après l'IUCN, le déclin des populations des quinze premières années du XXIe siècle, c'est-à-dire trois générations d'O. sinensis, est supérieure à 30 % alors que celui des quinze années suivantes pourrait approcher les 50 %, un déclin confirmé par la quasi totalité des cueilleurs.
L'espèce est mise en danger en premier lieu par la cueillette intensive en supprimant un nombre conséquent d'individus, en limitant leur sporulation et en endommageant les sols,, mais aussi par le changement climatique qui transforme les biotopes favorables,,, le surpâturage par son effet désertificateur, le sous-pâturage par l'enforestation réduisant l'efficacité de la dispersion des spores et par l'excès d'azote qui change les espèces de plantes de la prairie.
Au Bhoutan et dans quelques régions de Chine, la cueillette est réservée à la population locale tout en limitant le nombre des membres d'une même famille. La période de récolte est soumise à réglementation afin de permettre aux stromas de sporuler. Les spécimens immatures ayant une valeur économique plus élevée, cette règle minimise l'impact financier sur les cueilleurs. En Inde, le gouvernement de l'État d'Uttarakhand a mis en place des réglementations gérées par les organismes coopératifs des villages locaux. Une grande partie de l'aire de répartition du champignon est protégée par la présence de parcs nationaux et de réserves naturelles comme Baima Xueshan en Chine. Il figure sur la liste des espèces menacées d'extinction de la deuxième classe de protection de Chine depuis 1999.
Cependant, ces démarches ne sont pas couronnées de succès partout. On estime qu'environ 3 à 5 quintaux d'O. sinensis par an sont commercialisés illégalement de Dharchula en Inde au Népal pour se retrouver sur le marché international ; le manque de ressources des organismes de contrôle fait que leur protection est limitée, particulièrement dans les zones frontalières ; de plus, selon l'UICN, d'autres régions devraient être protégées comme le sud-ouest de la Chine et le plateau tibétain ; enfin l'espèce ne fait l'objet d'aucune réglementation de la part de la Convention de Washington (CITES).

## Culture
La culture de l'espèce fait l'objet de nombreuses recherches, ce qui pourrait réduire l'impact sur les populations naturelles. Des scientifiques chinois ont pu extraire et cultiver l'hyphe du champignon Ophiocordyceps sinensis après 11 ans de recherche, en produisant un substrat artificiel. Des parties inutiles et isolées du champignon sont retirées pendant la culture.
Il est probable que le métabolisme du champignon soit perturbé par sa mise en culture artificielle et que cela induise des modifications quantitative et qualitative sur les molécules actives. Cependant, le mycélium de O. sinensis cultivé aurait une efficacité similaire au sauvage avec une moindre toxicité. L'activité de souches sauvages et cultivées ont été comparées et étaient similaires mais avec une plus grande variation pour les souches cultivées.
Malgré le coût 100 fois moins élevé des mycéliums de culture, les Ophiocordyceps de souches sauvages sont beaucoup plus prisés. De plus, bien que de nombreuses affirmations aient été faites, le succès de la mise en culture d'O. sinensis semble assez limité.

## Usages et propriétés

### Usages anciens
L'usage d'Ophiocordyceps sinensis comme champignon médicinal a une longue histoire dans la médecine traditionnelle tibétaine où il est attesté depuis le XVe siècle. L'écrit le plus ancien le concernant est celui de Surkhar Nyamnyi Dorje (d), un médecin et lama tibétain qui a vécu de 1439 à 1475. Son texte, intitulé « Un océan de qualités aphrodisiaques », décrit la valeur du champignon en tant que tonique sexuel : 

« Dans ce monde, le désir sexuel est le plus merveilleux de tous les plaisirs terrestres, l'essence de la jouissance de tous les sens... Quant à cette substance médicinale : Elle pousse dans les régions de belles montagnes comme les lointaines prairies alpines. En été, c'est un brin d'herbe [qui pousse] sur un ver semblable à la feuille de l'ail des montagnes. La fleur ressemble à une laîche verte et soyeuse. La racine ressemble à une graine de cumin à la fin de l'automne. Le goût est doux et un peu astringent. Le [goût] post-digestif est doux et la qualité est huileuse. Elle est légèrement réchauffante. Il élimine les maladies du prana, soigne les maladies de la bile et n'augmente pas le flegme ; c'est un merveilleux médicament. En particulier, il augmente le sperme. C'est un trésor sans faille d'un océan de bonnes qualités,. »

Son utilisation dans la médecine traditionnelle chinoise est attestée depuis le XVIIe siècle dans le compendium médical Bencao beiyao, publié en 1694. Pour le missionnaire en Chine français Dominique Parrenin du XVIIIe siècle, dont les propos ont été repris par le naturaliste Réaumur en 1726 et l'historien Jean-Baptiste Du Halde en 1735, ce remède est cher, très rare à Pékin et n'est utilisé que par les médecins du Palais. Son usage est semblable au Ginseng sans pour autant causer d'hémorragies, c'est-à-dire qu'il « fortifie et rétablit les forces perdues ». La posologie est la suivante : 

« Il faut prendre cinq drachmes de cette racine toute entière, avec sa queue, & en farcir le ventre d'un canard domestique, que vous ferez cuire à petit feu. Quand il sera cuit, retirez-en la drogue, dont la vertu aura passé dans la chair du canard & mangez-en soir & matin, pendant huit ou dix jours. »

### Usages modernes
Les principales applications moderne au Tibet et en Chine sont le traitement de la fatigue, des maladies respiratoires et pulmonaires (tuberculose, asthme), des maladies rénales, hépatiques et cardiovasculaires, des douleurs dorsales et des problèmes sexuels (manque de libido, éjaculation précoce). Son utilisation comme aphrodisiaque semble être le moteur des consommateurs masculins en Chine,.
Au niveau international, la popularité d'O. sinensis date de 1993, où deux athlètes chinoises ont battu trois records du monde de course de fond. Ces sportives s'étaient entraînées en altitude tout en consommant régulièrement des décoctions d'  O. sinensis dans le but d'éliminer leur stress.

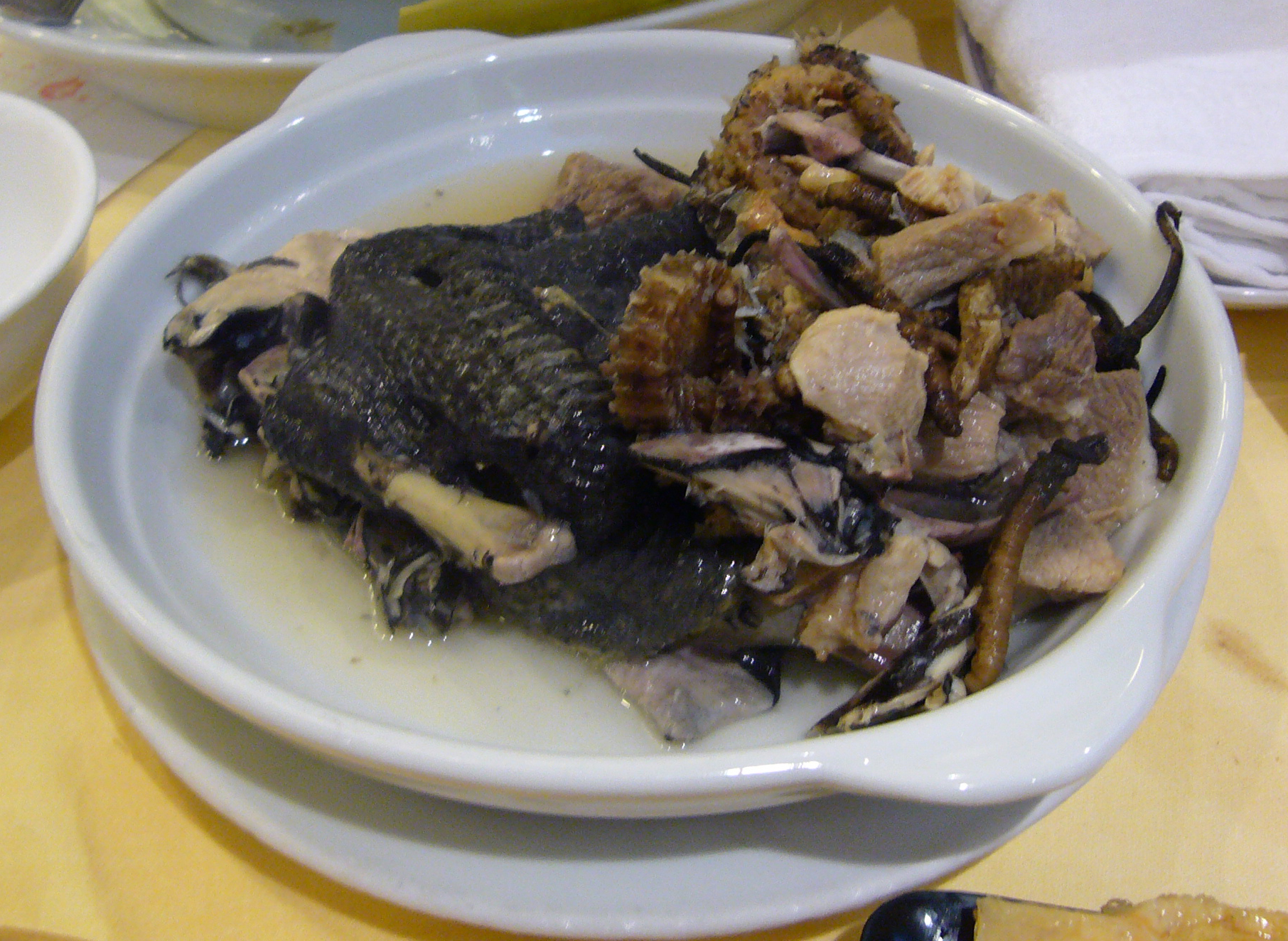
Soupe de poulet accompagnée d'hippocampe et d'O. sinensis (Hong Kong).
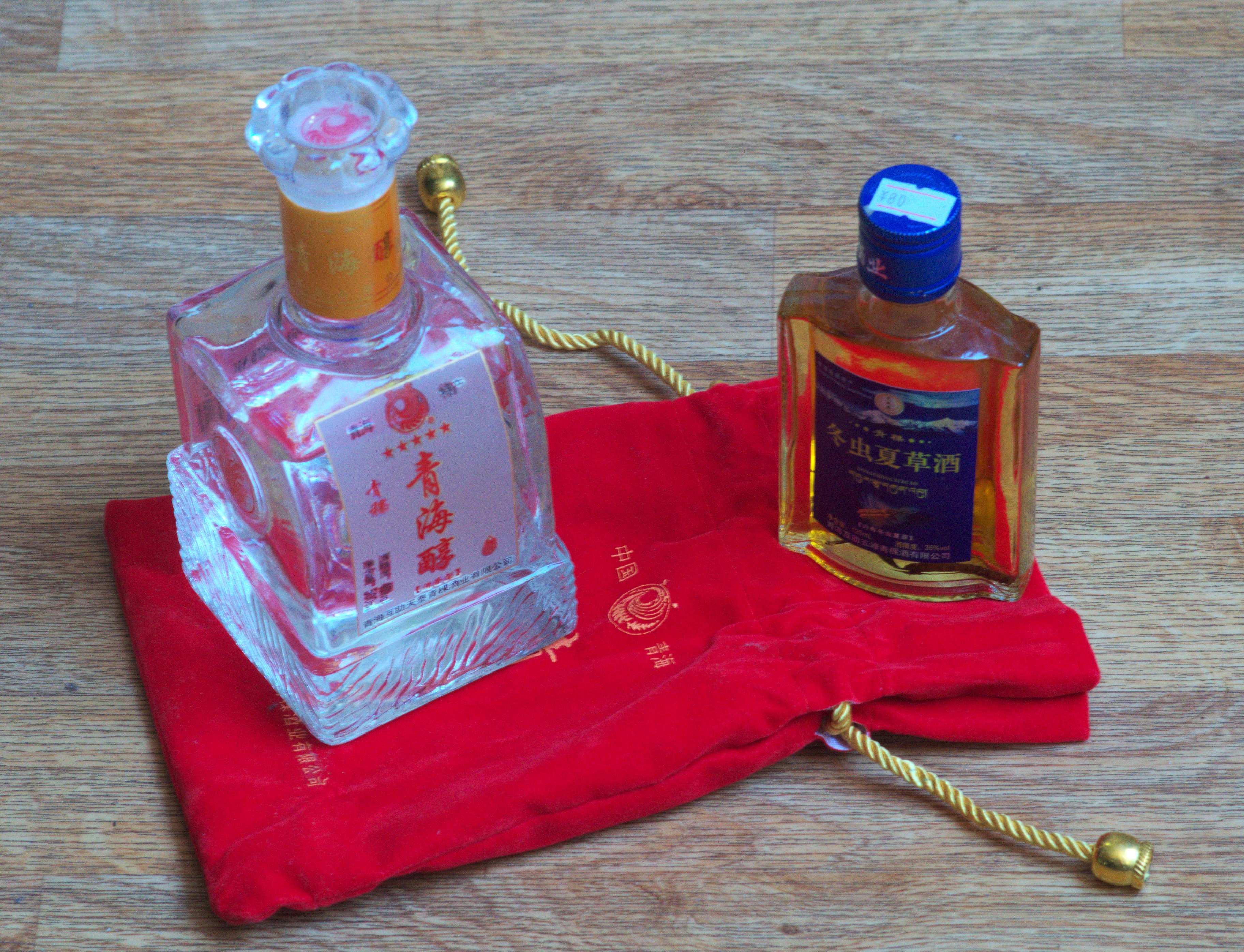
Deux alcools d'Orge du Tibet de la province de Qinghai. Celui de droite titre 35 % et contient O. sinensis.
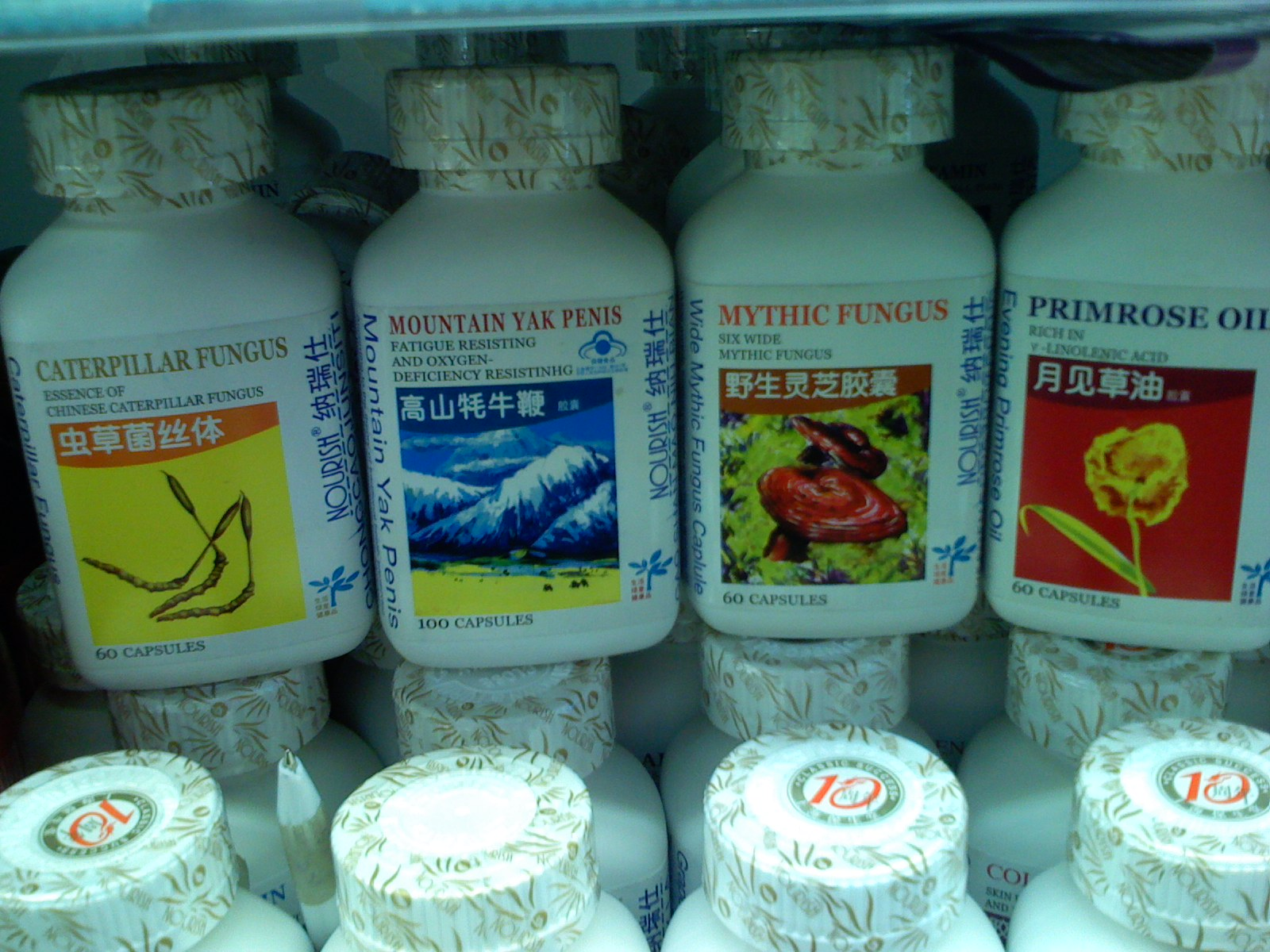
Boite de capsules d'O. sinensis et autres produits thérapeutiques (Hong Kong)

### Propriétés
Ophiocordyceps sinensis a des activités pharmacologiques reconnues, de nombreuses publications récentes traitent de ses propriétés. Ce champignon a un large spectre d'action, il agit sur le métabolisme énergétique, a une activité antioxydante, détoxifiante rénale, agit sur le système endocrinien, a un effet vasodilatateur sur le système cardiovasculaire, a été utilisé pour soigner des patients atteints de cancer du poumon, de la gorge et de leucémies, et a un effet immunosuppresseur. Plusieurs produits naturels actifs en ont été extraits comme la cordycépine ou l'ophiocordine.